# Harald Fleetwood (försäkringsman)
Lars Harald Adolf Fleetwood, född den 8 maj 1815, död den 11 augusti 1907, var en svensk friherre och sjöassurandör. Han var sonsons son till Harald Fleetwood och farfar till Harald Gustaf Fleetwood.
Fleetwood tog sjökaptensexamen 1840 och var befälhavare på olika fartyg 1840-1859. Han organiserade den första inhemska sjöassuransen i Sverige och bildade Sjöförsäkringsbolaget AB Gauthiod i Göteborg, för vilket han var direktör 1862-1892. Han deltog i utarbetandet av sjölagstiftningen 1878.